# Ontiñena (kommunhuvudort)
Ontiñena är en kommunhuvudort i Spanien.   Den ligger i provinsen Provincia de Huesca och regionen Aragonien, i den nordöstra delen av landet, 300 km öster om huvudstaden Madrid. Ontiñena ligger 215 meter över havet och antalet invånare är 611.
Terrängen runt Ontiñena är platt åt nordost, men åt sydväst är den kuperad. Runt Ontiñena är det glesbefolkat, med 8 invånare per kvadratkilometer. Närmaste större samhälle är Zaidín, 16,6 km sydost om Ontiñena. Trakten runt Ontiñena består till största delen av jordbruksmark.